# Comparador óptico

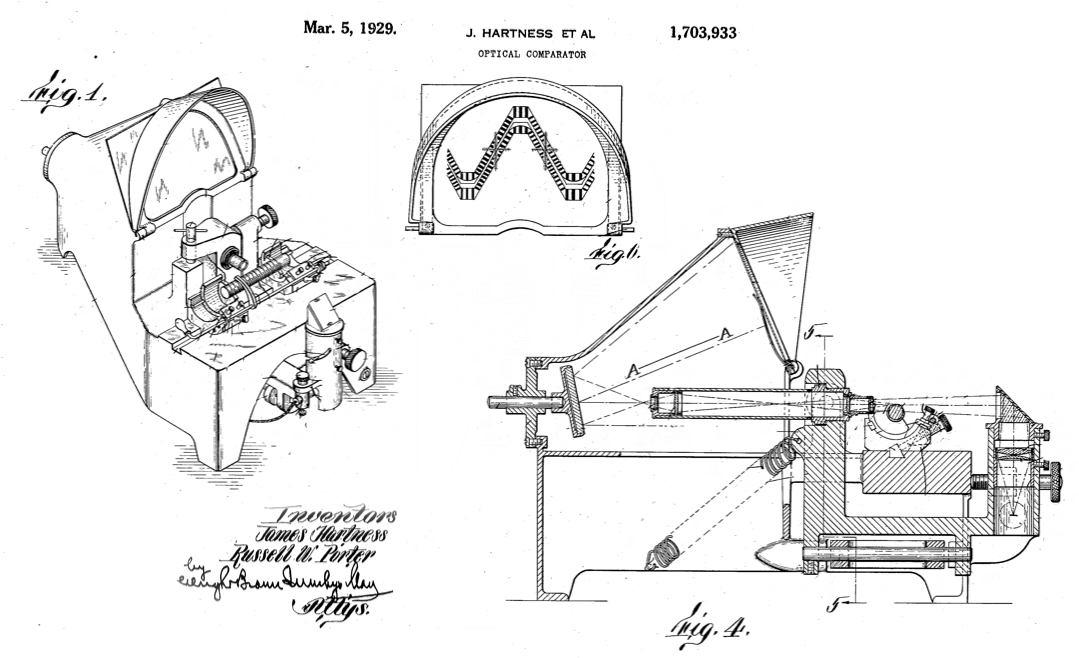
Dibujos de la patente del comparador óptico de rosca Hartness (se ha eliminado la numeración para mayor claridad).

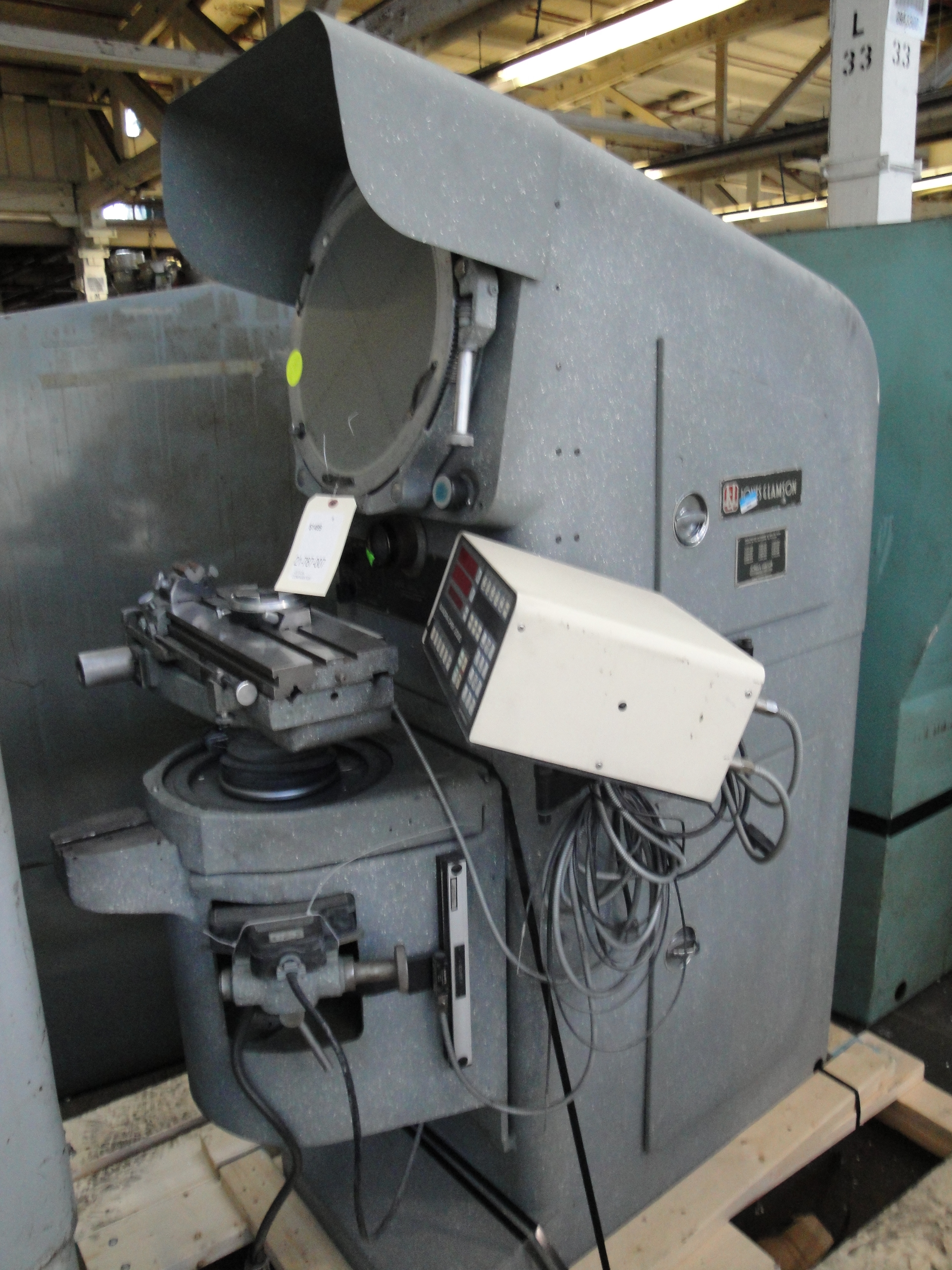
Un comparador J&L con un DRO.

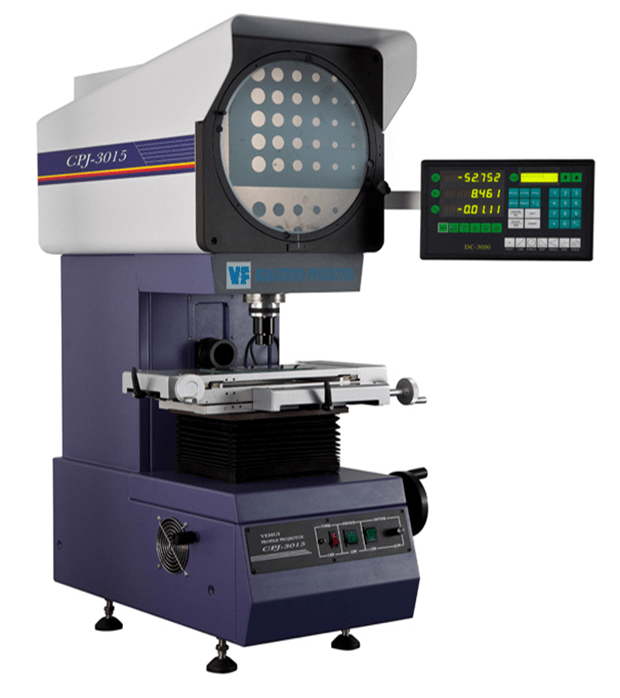
El proyector de perfiles, también conocido como comparador de contornos, se utiliza ampliamente para medir datos bidimensionales.

Un comparador óptico (a menudo llamado simplemente comparador en el contexto) o proyector de perfiles es un dispositivo que aplica los principios de la óptica a la inspección de piezas fabricadas. En un comparador, la silueta ampliada de una pieza se proyecta sobre la pantalla, y las dimensiones y la geometría de la pieza se miden con respecto a los límites prescritos. Es un elemento útil en un taller mecanizado de piezas pequeñas o en una línea de producción para el equipo de inspección de control de calidad.
La medición se realiza de varias maneras. La más sencilla es que las graduaciones de la pantalla, superpuestas sobre la silueta, permiten al observador medir, como si se colocara una regla clara sobre la imagen. Otra forma es que varios puntos de la silueta se alineen con el retículo en el punto central de la pantalla, uno tras otro, moviendo la platina sobre la que se asienta la pieza, y una lectura digital informa de cuánto se ha movido la platina para alcanzar esos puntos. Por último, los métodos más avanzados tecnológicamente implican un software que analiza la imagen e informa de las mediciones. Los dos primeros métodos son los más comunes; el tercero es más reciente y no está tan extendido, pero su adopción es continua en la era digital.

## Historia
El primer comparador comercial fue desarrollado por James Hartness y Russell W. Porter. El largo trabajo de Hartness como presidente de la Comisión Nacional de Roscas de los Estados Unidos le llevó a aplicar su conocimiento de la óptica (por sus aficiones a la astronomía y la construcción de telescopios) al problema de la inspección de las roscas de los tornillos. El comparador de roscas Hartness fue durante muchos años un producto rentable para la Jones and Lamson Machine Company, de la que era presidente.
En décadas posteriores, muchas empresas han fabricado comparadores ópticos que se han aplicado a la inspección de muchos tipos de piezas. Hoy en día se pueden encontrar en muchos talleres mecánicos.
La idea de mezclar la óptica y la medición, y el uso del término comparador para el equipo metrológico, habían existido en otras formas antes del trabajo de Hartness; pero habían permanecido en los ámbitos de la ciencia pura (como la telescopía y la microscopía) y de la ciencia aplicada altamente especializada (como la comparación de patrones de medición). El comparador de Hartness, destinado a la inspección rutinaria de piezas mecanizadas, fue un paso natural en la era en la que la ciencia aplicada se integró ampliamente en la producción industrial.

## Uso
El proyector de perfiles se utiliza ampliamente para estampados de formas complejas, engranajes, levas, roscas y para comparar el modelo de contorno medido. El proyector de perfiles es, por tanto, ampliamente utilizado en la fabricación de maquinaria de precisión, incluyendo la aviación, la industria aeroespacial, la relojería, la electrónica, la industria de la instrumentación, los institutos de investigación y las estaciones de medición de detección a todos los niveles, entre otros campos.

## Principio operativo

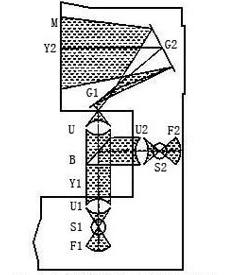
Estructura de trabajo del proyector de perfiles

El proyector amplía el perfil del espécimen y lo muestra en la pantalla de proyección incorporada. En esta pantalla suele haber una rejilla que puede girar 360 grados, de modo que el eje X-Y de la pantalla puede alinearse con una arista recta de la pieza mecanizada para examinarla o medirla. Esta pantalla de proyección muestra el perfil de la muestra y se amplía para facilitar el cálculo de las mediciones lineales.
Un borde de la muestra a examinar puede alinearse con la cuadrícula de la pantalla. A partir de ahí, se pueden realizar mediciones sencillas de las distancias a otros puntos. Esto se hace sobre un perfil ampliado del espécimen. Puede ser más sencillo, así como reducir los errores, medir en la pantalla de proyección ampliada de un proyector de perfiles.
El método típico de iluminación es la iluminación diascópica, es decir, la iluminación desde atrás. Este tipo de iluminación también se denomina iluminación transmitida cuando la muestra es translúcida y la luz puede atravesarla. Si la muestra es opaca, la luz no la atravesará, sino que formará un perfil de la muestra.
La medición de la muestra puede realizarse en la pantalla de proyección. Un proyector de perfiles también puede tener iluminación episcópica (que es la luz que brilla desde arriba). Esto es útil para visualizar orificios o zonas internas que pueden necesitar ser medidas.

## Características

### Métodos de proyección
1. Proyector vertical: El eje principal es paralelo al plano de la pantalla. Son los más comunes y adecuados para piezas planas o pequeñas.
2. Proyector horizontal: El eje principal es perpendicular al plano de la pantalla de proyección. Por tanto, las pantallas se fabrican principalmente en versiones medianas y grandes, generalmente adecuadas para examinar piezas de eje o piezas de trabajo pesadas con perfiles grandes, aunque disponer de una mesa horizontal debajo sin un orificio para la transmisión de la luz puede ser conveniente para máquinas pequeñas con una disposición de iluminación de silueta.

### Imágenes positivas o invertidas
En el tipo más sencillo de proyector de perfiles, la imagen invertida de la pieza, también conocida como su imagen en espejo, se mostrará en la pantalla.
Para facilitar la medición, a veces se añade deliberadamente un sistema de imagen positiva, que cambia la imagen invertida por una positiva, lo que aumenta el coste debido a la escala/material utilizado, a la vez que reduce algo su precisión de medición.

### Tamaño de la pantalla
En cuanto a la selección del tamaño de la pantalla, hay que considerar cuidadosamente si es necesario visualizar toda la pieza en la pantalla. Si la inspección puede realizarse fácilmente a una escala modesta, no es necesario utilizar una pantalla más grande. Los fabricantes de proyectores ofrecen varios tamaños de pantalla para satisfacer diversas necesidades.

### Aumento
El aumento de la lente de proyección es fijo. Las diferentes vistas de las piezas medidas suelen requerir diferentes aumentos. Sin embargo, la configuración habitual de fábrica del proyector es con una sola lente, por lo que, según las necesidades, se pueden adquirir y utilizar lentes adicionales.

### Mesa de trabajo y accesorios
La mesa de trabajo sirve para colocar y sujetar la pieza medida. Su propio volumen, recorrido X, Y y capacidad de carga son fundamentales. Mientras tanto, para la comodidad de la sujeción de la pieza de trabajo, se suele añadir una mesa giratoria de precisión, un soporte de piezas en V y otros accesorios.
Además, el proyector debe tener un mecanismo de enfoque flexible y estable y una gran distancia de trabajo (la superficie superior de la pieza en relación con el paso del objetivo). El usuario selecciona los modos de procesamiento de datos adecuados: sin excepción, todos los proyectores de medición ópticos modernos del mercado han sido digitalizados. Por lo tanto, también consideraremos las capacidades de procesamiento de datos pertinentes.